# Richard Dansou
Richard Dansou, né le 7 novembre 1989 à Togbota, dans la commune d'Adjohoun située dans la vallée de l'Ouémé au Bénin, est un photographe béninois spécialisé dans la photographie blanc et noir. 

## Biographie

### Enfance
Richard Dansou naît à Togbota-Oudjra en 1989 et devint très tôt orphelin. Il a été entouré dès son plus jeune âge par la photographie grâce à sa mère adoptive Mariette Garrabe-Ferran qui est intéressée par la photographie.

### Formations et débuts
Il obtient un diplôme en Diplomatie et Relations internationales en 2010 à l'École nationale d'administration et de magistrature du Bénin.
Plus tard, gestionnaire de projet diplômée de la même école avec une carrière de 5 ans à la banque Société générale, Richard Dansou choisit de démissionner de son emploi en 2019 pour se consacrer entièrement à la photographie dont il décide d'en faire un métier.

### Carrière
Richard Dansou fait sa première exposition dénommée au-delà du visible à l'inauguration de son studio le 20 décembre 2019.

## Expositions
- Exposition en off lors de la Biennale de Dakar 2018[5]
- Exposition permanente dans les bibliothèques Excellence/Fondation Vallet au Bénin pour la série «Chaque femme qu’on enseigne»[6]

## Prix photographiques
- 2014 : Grand prix du Jury du concours photo des 150 ans du groupe Société générale
- 2016 : Prix coup de cœur du Magazine Bénin Cultures
- 2018 : Oscars PR (pour réussir) Catégorie Photographie[7],[1]